# Льодовик Бірдмора

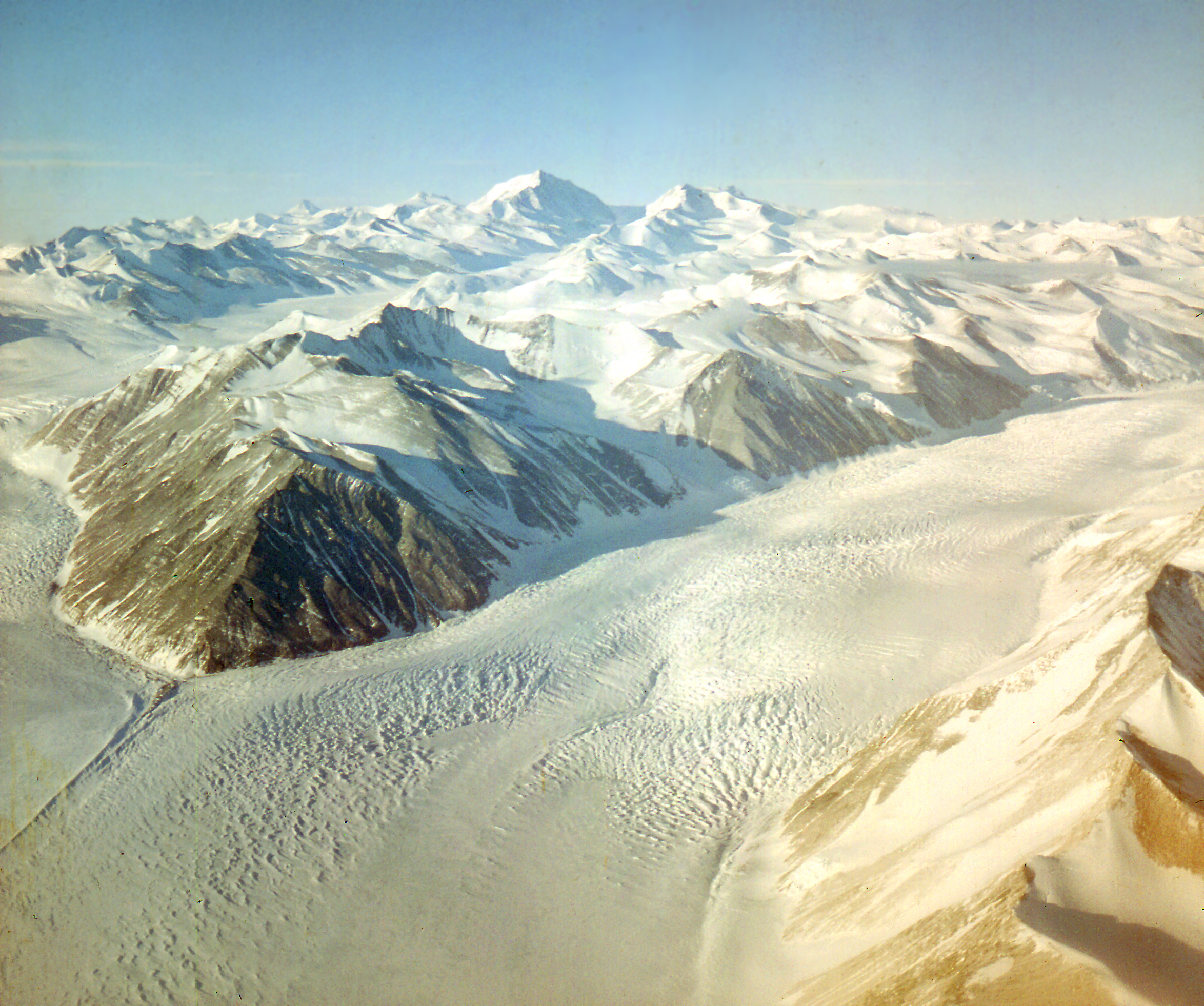
Льодовик Бірдмора у Антарктиді. Фото 1956 року

Льодовик Бірдмор (англ. Beardmore Glacier) — один з найбільших долинних льодовиків у світі. 

## Загальний опис
Довжина льодовика становить понад 160 кілометрів. Льодовик знаходиться в Антарктиді і є одним з головних проходів через Трансантарктичні гори від шельфового льодовика Росса до Полярного плато. Із західного боку льодовик обмежений хребтом королеви Олександри, а зі східної — хребтом Співдружності та льодовиком Кілті.
Лід з Східно-Антарктичного льодовикового щита кількома потоками стікає через Трансантарктичні гори в бік моря Росса і Західно-Антарктичного льодовикового щита, впадаючи в шельфовий льодовик Росса в південно-західній частині Берега Шеклтона. Ці льодовики в основному течуть перпендикулярно осі хребта і розділяють його на гірські системи. Передбачається, що багато з таких льодовиків розташовані уздовж великих геологічних розломів.

## З історії відкриття і експедицій
Через льодовик Бірдмора прокладалися ранні маршрути до Південного полюса. Першовідкривачем був Ернест Шеклтон під час своєї антарктичної експедиції 1907–1909 років на судні «Німрод». Дослідник зі своєю групою розраховував дістатися до Південного полюса, але досяг лише широти 88° 23". Група Шеклтона стала першою, хто ступив на велике полярне плато. Прохід через Трансантарктичні гори був здійснений по льодовику, якому експедиція дала ім'я сера Вільяма Бірдмора (William Beardmore), шотландського промисловця і спонсора експедиції, який народився в 1856 році.
Експедиція 1911–1913 років Роберта Скотта скористалася тим же проходом в 1911 році при спробі досягти полюса. Команда Скотта успішно досягла мети 18 січня 1912, однак група Руаля Амундсена випередила їх на 35 днів скориставшись при переході через гори раніше невідомим льодовиком Акселя Хейберга.